# Solpugyla maestrii
Solpugyla maestrii är en spindeldjursart som beskrevs av Lodovico di Caporiacco 1939. Solpugyla maestrii ingår i släktet Solpugyla och familjen Solpugidae. Inga underarter finns listade i Catalogue of Life.